# Curling nos Jogos Olímpicos de Inverno de 2022
Os torneios de curling nos Jogos Olímpicos de Inverno de 2022 foram realizados no Centro Aquático Nacional, em Pequim. A modalidade estreou dois dias antes da cerimônia de abertura, em 2 de fevereiro, e decorreu durante todo o período de disputa dos Jogos, encerrando-se em 20 de fevereiro.
Em cada um dos três eventos em disputa (masculino, feminino e duplas mistas) um total de 10 equipes competiram. O torneio de duplas mistas foi disputado pela segunda edição consecutiva. Um total de até 120 vagas (60 por gênero) foram distribuídas no curling, um aumento de quatro em relação a 2018.

## Programação
A seguir está a programação da competição para os três eventos da modalidade.
Horário local (UTC+8).
| Data            | Horário | Evento                                |
| --------------- | ------- | ------------------------------------- |
| 2 de fevereiro  | 20:05   | Duplas mistas – sessão 1              |
| 3 de fevereiro  | 9:05    | Duplas mistas – sessão 2              |
| 3 de fevereiro  | 14:05   | Duplas mistas – sessão 3              |
| 3 de fevereiro  | 20:05   | Duplas mistas – sessão 4              |
| 4 de fevereiro  | 8:35    | Duplas mistas – sessão 5              |
| 4 de fevereiro  | 13:35   | Duplas mistas – sessão 6              |
| 5 de fevereiro  | 9:05    | Duplas mistas – sessão 7              |
| 5 de fevereiro  | 14:05   | Duplas mistas – sessão 8              |
| 5 de fevereiro  | 20:05   | Duplas mistas – sessão 9              |
| 6 de fevereiro  | 9:05    | Duplas mistas – sessão 10             |
| 6 de fevereiro  | 14:05   | Duplas mistas – sessão 11             |
| 6 de fevereiro  | 20:05   | Duplas mistas – sessão 12             |
| 7 de fevereiro  | 9:05    | Duplas mistas – sessão 13             |
| 7 de fevereiro  | 20:05   | Duplas mistas – semifinais            |
| 8 de fevereiro  | 14:05   | Duplas mistas – disputa do bronze     |
| 8 de fevereiro  | 20:05   | Duplas mistas – final                 |
| 9 de fevereiro  | 20:05   | Torneio masculino – sessão 1          |
| 10 de fevereiro | 9:05    | Torneio feminino – sessão 1           |
| 10 de fevereiro | 14:05   | Torneio masculino – sessão 2          |
| 10 de fevereiro | 20:05   | Torneio feminino – sessão 2           |
| 11 de fevereiro | 9:05    | Torneio masculino – sessão 3          |
| 11 de fevereiro | 14:05   | Torneio feminino – sessão 3           |
| 11 de fevereiro | 20:05   | Torneio masculino – sessão 4          |
| 12 de fevereiro | 9:05    | Torneio feminino – sessão 4           |
| 12 de fevereiro | 14:05   | Torneio masculino – sessão 5          |
| 12 de fevereiro | 20:05   | Torneio feminino – sessão 5           |
| 13 de fevereiro | 9:05    | Torneio masculino – sessão 6          |
| 13 de fevereiro | 14:05   | Torneio feminino – sessão 6           |
| 13 de fevereiro | 20:05   | Torneio masculino – sessão 7          |
| 14 de fevereiro | 9:05    | Torneio feminino – sessão 7           |
| 14 de fevereiro | 14:05   | Torneio masculino – sessão 8          |
| 14 de fevereiro | 20:05   | Torneio feminino – sessão 8           |
| 15 de fevereiro | 9:05    | Torneio masculino – sessão 9          |
| 15 de fevereiro | 14:05   | Torneio feminino – sessão 9           |
| 15 de fevereiro | 20:05   | Torneio masculino – sessão 10         |
| 16 de fevereiro | 9:05    | Torneio feminino – sessão 10          |
| 16 de fevereiro | 14:05   | Torneio masculino – sessão 11         |
| 16 de fevereiro | 20:05   | Torneio feminino – sessão 11          |
| 17 de fevereiro | 9:05    | Torneio masculino – sessão 12         |
| 17 de fevereiro | 14:05   | Torneio feminino – sessão 12          |
| 17 de fevereiro | 20:05   | Torneio masculino – semifinais        |
| 18 de fevereiro | 14:05   | Torneio masculino – disputa do bronze |
| 18 de fevereiro | 20:05   | Torneio feminino – semifinais         |
| 19 de fevereiro | 14:05   | Torneio masculino – final             |
| 19 de fevereiro | 20:05   | Torneio feminino – disputa do bronze  |
| 20 de fevereiro | 9:05    | Torneio feminino – final              |

## Qualificação
A qualificação para os torneios de curling masculino e feminino foi determinada através de dois métodos. As nações qualificaram as equipes ao ficarem entre as primeiras no Campeonato Mundial de Curling de 2021, e também por meio de Eventos de Qualificação Olímpica (OQE) realizados em 2021. Seis nações qualificaram as equipes por meio da colocação no Campeonato Mundial, enquanto outras três se classificaram através das OQE.
Para a competição de duplas mistas em 2022, o torneio foi expandido de oito para dez participantes. As sete melhores equipes no Campeonato Mundial de Duplas Mistas de 2021 se classificaram junto com outras equipes através do Evento de Qualificação Olímpica (OQE). Como nação anfitriã, a China classificou as equipes automaticamente, totalizando dez equipes por evento nos torneios de curling.
Masculino
| Método de classificação    | Vagas | Classificados                                                           |
| -------------------------- | ----- | ----------------------------------------------------------------------- |
| País sede                  | 1     | CHN China                                                               |
| Campeonato Mundial de 2021 | 6     | SWE Suécia GBR Grã-Bretanha SUI Suíça ROC CAN Canadá USA Estados Unidos |
| Qualificatória olímpica    | 3     | NOR Noruega ITA Itália DEN Dinamarca                                    |
| Total                      | 10    |                                                                         |

Feminino
| Método de classificação    | Vagas | Classificados                                                        |
| -------------------------- | ----- | -------------------------------------------------------------------- |
| País sede                  | 1     | CHN China                                                            |
| Campeonato Mundial de 2021 | 6     | SUI Suíça ROC USA Estados Unidos SWE Suécia DEN Dinamarca CAN Canadá |
| Qualificatória olímpica    | 3     | GBR Grã-Bretanha JPN Japão KOR Coreia do Sul                         |
| Total                      | 10    |                                                                      |

Duplas mistas
| Método de classificação    | Vagas | Classificados                                                                               |
| -------------------------- | ----- | ------------------------------------------------------------------------------------------- |
| País sede                  | 1     | CHN China                                                                                   |
| Campeonato Mundial de 2021 | 7     | GBR Grã-Bretanha NOR Noruega SWE Suécia CAN Canadá ITA Itália SUI Suíça CZE República Checa |
| Qualificatória olímpica    | 2     | AUS Austrália USA Estados Unidos                                                            |
| Total                      | 10    |                                                                                             |

## Medalhistas
| Evento                 | Ouro                                                                                     | Prata                                                                                 | Bronze                                                                                  |
| ---------------------- | ---------------------------------------------------------------------------------------- | ------------------------------------------------------------------------------------- | --------------------------------------------------------------------------------------- |
| Masculino detalhes     | Niklas Edin Oskar Eriksson Rasmus Wranå Christoffer Sundgren Daniel Magnusson SWE Suécia | Bruce Mouat Grant Hardie Bobby Lammie Hammy McMillan Jr. Ross Whyte GBR Grã-Bretanha  | Brad Gushue Mark Nichols Brett Gallant Geoff Walker Marc Kennedy CAN Canadá             |
| Feminino detalhes      | Eve Muirhead Vicky Wright Jennifer Dodds Hailey Duff Mili Smith GBR Grã-Bretanha         | Satsuki Fujisawa Chinami Yoshida Yumi Suzuki Yurika Yoshida Kotomi Ishizaki JPN Japão | Anna Hasselborg Sara McManus Agnes Knochenhauer Sofia Mabergs Johanna Heldin SWE Suécia |
| Duplas mistas detalhes | Stefania Constantini Amos Mosaner ITA Itália                                             | Kristin Skaslien Magnus Nedregotten NOR Noruega                                       | Almida de Val Oskar Eriksson SWE Suécia                                                 |

## Quadro de medalhas
| Ordem | País             | Medalha de ouro | Medalha de prata | Medalha de bronze |   | Ordem por total |
| ----- | ---------------- | --------------- | ---------------- | ----------------- | - | --------------- |
| 1     | GBR Grã-Bretanha | 1               | 1                |                   | 2 | 2               |
| 2     | SWE Suécia       | 1               |                  | 2                 | 3 | 1               |
| 3     | ITA Itália       | 1               |                  |                   | 1 | 3               |
| 4     | JPN Japão        |                 | 1                |                   | 1 | 3               |
|       | NOR Noruega      |                 | 1                |                   | 1 | 3               |
| 6     | CAN Canadá       |                 |                  | 1                 | 1 | 3               |
| TOTAL | TOTAL            | 3               | 3                | 3                 | 9 | —               |